# Tadeusz Koźluk
Tadeusz Koźluk (ur. 16 sierpnia 1930 w Konstantynowie, zm. 1 października 2019 w Warszawie) – polski prawnik, adwokat, nauczyciel akademicki, kandydat na prezydenta RP w 1995.

## Życiorys
Był synem Józefa i Aleksandry. Ukończył studia na Wydziale Prawa i Administracji Uniwersytetu Jagiellońskiego. Uzyskał tam także stopień naukowy doktora.
Wykładał na Uniwersytecie Warszawskim. Pracował w Komitecie Prawnym Komisji Praw Człowieka ONZ. Był także doradcą rządu Iranu. Następnie mieszkał w Stanach Zjednoczonych, gdzie wykładał prawo i ekonomię na Seton Hall University oraz prowadził kancelarię prawną. 
Do kraju wrócił w 1991. Założył Prywatną Wyższą Szkołę Businessu i Administracji w Warszawie, w której objął funkcję rektora.
Kandydował w wyborach prezydenckich w 1995. Uzyskał 27 259 głosów (0,15% poparcia), co dało mu 11. miejsce spośród 13 kandydatów.
Pochowany na Cmentarzu Wojskowym na Powązkach.

## Publikacje
- Powrót do Itaki – eseje polityczne (1995)
- Rzeczpospolita – jaka? (1995)